# Трізенберг

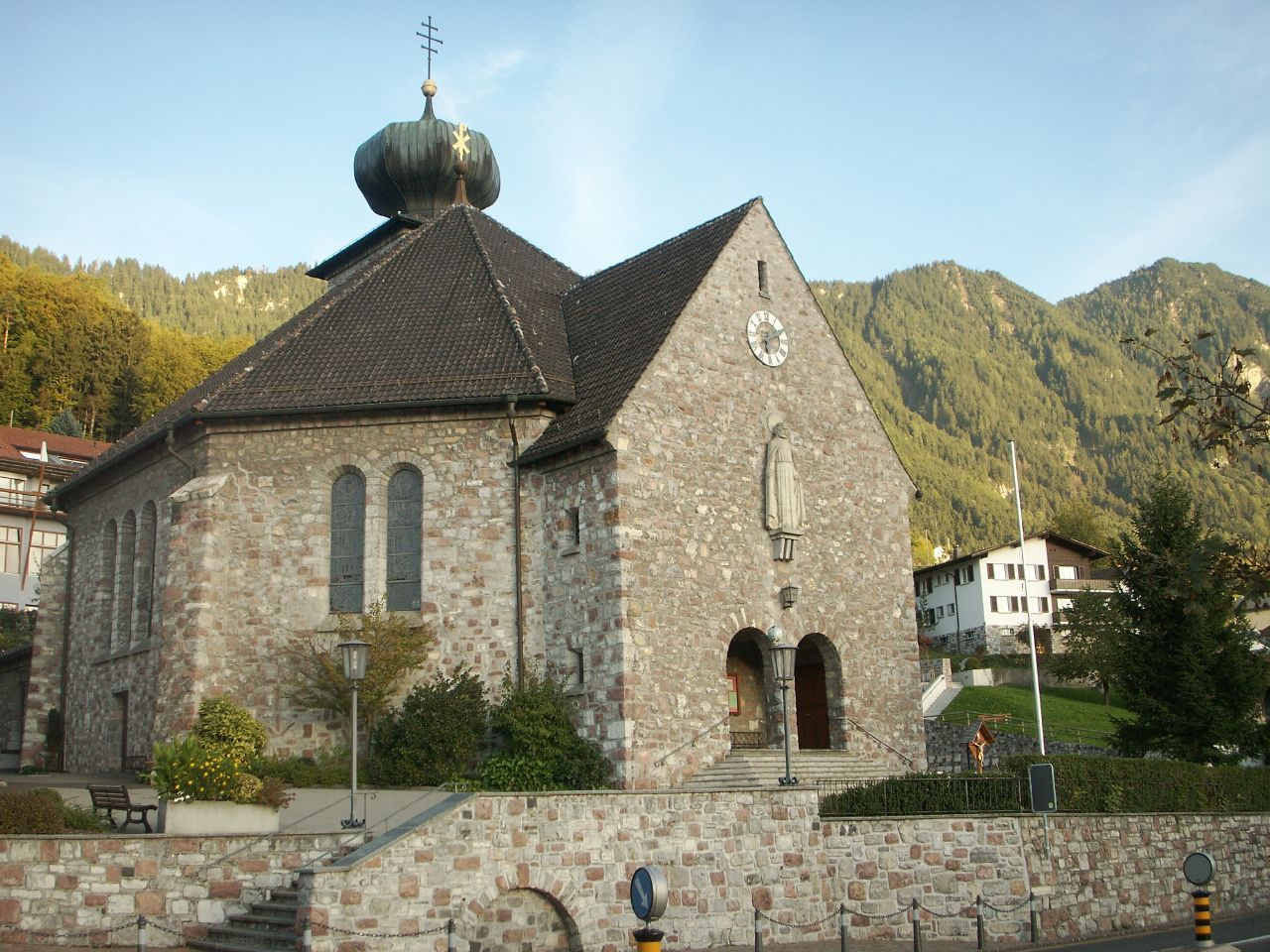
Церква св. Йозефа в Трізенберзі

Трізенберг  — громада в Ліхтенштейні з населенням 2564 осіб, з площею 30 км², середня висота 884—1000 м над рівнем моря.

## Географія
Тізенберг — громада в Ліхтенштейні з населенням 2,564 осіб. Його площа 30 квадратних кілометрів робить його найбільшим муніципалітетом в Ліхтенштейні. 
До комуни належать вісім сіл: Мальбун, Штег, Гафлай, Зюка, Зілум, Мазеша, Ванґерберґ, Ротенбоден.

## Транспорт
Добре розвинуте транспортне сполучення з іншими населеними пунктами країни.

## Відомі люди
Композитор Марко Шадлер родом з Трізенбергу.